# 현탁액

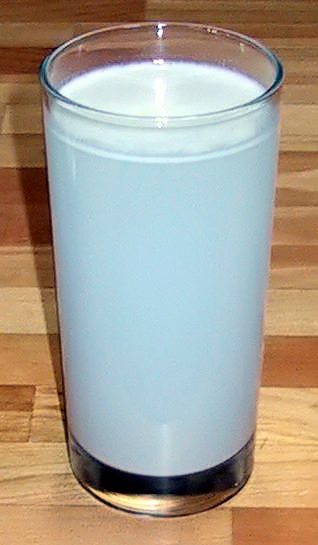

현탁액(懸濁液) 또는 서스펜션(suspension)은 진흙물처럼 작은 알갱이들이 용해되지 않은 채 액체 속에 퍼져 있는 혼합물을 의미한다. 현탁액 속에 있는 작은 입자들은 거름종이로 걸러낼 수 있다. 종류에는 먼지나 연기처럼 기체 속에 고체가 섞여 있는 것, 안개나 에어졸처럼 기체 속에 액체가 섞여 있는 것, 흙탕물이나 비눗물처럼 액체 속에 고체가 섞여 있는 것, 거품처럼 액체 속에 기체가 섞여 있는 것, 라텍스나 수성 페인트처럼 액체 속에 액체가 섞여 있는 것 등이 있다.

## 같이 보기
- 혼합물

.